# Yesterday and Today
Yesterday and Today is een album van de Britse band The Beatles. Het album werd door Capitol Records exclusief in Noord-Amerika uitgebracht als hun twaalfde album in de regio. Het album bevat nummers die in Europa al op de albums Help! en Rubber Soul verschenen, en drie nummers die later dat jaar op Revolver zouden staan. Het album werd berucht om de hoes, waarop de bandleden te zien zijn als slagers.

## Achtergrond
Net zoals de andere Beatles-albums die tot 1967 in Noord-Amerika werden uitgegeven, werd Yesterday and Today samengesteld uit nummers die al wel in Europa waren verschenen, maar niet in andere regio's. Op het album staan twee nummers van Help!, vier nummers van Rubber Soul en beide kanten van een single met dubbele A-kant, bestaande uit "Day Tripper" en "We Can Work It Out". Daarnaast kwamen drie nummers van het nog te verschijnen Revolver op het album terecht, iets dat nog niet eerder was voorgekomen.
Yesterday and Today staat vooral bekend om de albumhoes. Op de hoes dragen de bandleden witte jassen en worden zij omringd met rauw vlees en onthoofde babypoppen. De hoes werd daarom al snel omgedoopt tot "butcher cover" (slagershoes). Volgens John Lennon en Paul McCartney was dit een statement van The Beatles tegen oorlog, met name de Vietnamoorlog die op dat moment woedde. Lennon zei hierover: "Als het publiek iets wreeds als de oorlog kan accepteren, dan kunnen ze zeker deze hoes accepteren". Het Amerikaanse publiek sprak echter schande over de hoes; men vond het smakeloos en smerig, en veel platenzaken weigerden het album te verkopen. De foto op de hoes werd snel vervangen door een foto waarop de bandleden rond een kist poseren. Later vond Lennon dat de oorspronkelijke hoes een "onsubtiele" keuze was. George Harrison vertelde jaren later: "Soms deden we iets stoms waarvan we dachten dat het cool en hip was terwijl het naïef en dom was; dit was een van deze dingen".
Ondanks de ophef rond het album behaalde Yesterday and Today de eerste plaats in de Amerikaanse Billboard 200, waar het vijf weken bleef staan. Het werd meer dan een miljoen keer verkocht. Het is het laatste originele Beatles-album dat in Noord-Amerika verscheen. Revolver werd nog aangepast voor de Amerikaanse markt, maar vanaf het daaropvolgende album Sgt. Pepper's Lonely Hearts Club Band hadden de Europese en Amerikaanse albums van de band altijd dezelfde tracklijst. In 1986 wiste Capitol Records het album uit de Beatles-catalogus, nadat werd besloten om alle Britse albums van de band in Noord-Amerika op cd uit te brengen. Pas in 2014 werd het opnieuw uitgebracht als onderdeel van de box set The U.S. Albums.

## Tracks
Alle muziek en teksten zijn geschreven door Lennon-McCartney, tenzij anders aangegeven. 
| Nr. | Titel                                         | Duur |
| --- | --------------------------------------------- | ---- |
| 1.  | Drive My Car                                  | 2:25 |
| 2.  | I'm Only Sleeping                             | 2:58 |
| 3.  | Nowhere Man                                   | 2:40 |
| 4.  | Doctor Robert                                 | 2:14 |
| 5.  | Yesterday                                     | 2:04 |
| 6.  | Act Naturally (Johnny Russell, Voni Morrison) | 2:27 |

| Nr. | Titel                                   | Duur |
| --- | --------------------------------------- | ---- |
| 1.  | And Your Bird Can Sing                  | 2:02 |
| 2.  | If I Needed Someone (George Harrison)   | 2:19 |
| 3.  | We Can Work It Out                      | 2:10 |
| 4.  | What Goes On (Lennon-McCartney-Starkey) | 2:44 |
| 5.  | Day Tripper                             | 2:47 |